# NKG2A
NKG2A auch bekannt als CD159a (Cluster of Differentiation 159a) ist ein inhibitorischer NK-Zell-Rezeptor der NKG2-Familie und wird durch das Gen KLRC1 kodiert.
NKG2A wird hauptsächlich von NK-Zellen exprimiert, aber findet sich auf Sub-Populationen von T-Zellen. NKG2A spielt als Rezeptor eine bedeutende Rolle in der Unterscheidung von gesunden und pathogenen Zellen durch Immunzellen.

## Struktur und Signalkaskade
NKG2A bindet mittels Disulfidbrücken an CD94 und bildet so das heterodimere Transmembranprotein CD94/NKG2A. Im cytoplasmatischen Teil besitzt NKG2A zwei ITIMs (immunoreceptor tyrosine-based inhibitory motifs). Wenn der CD94/NKG2A Rezeptor an seine Liganden (siehe unten) bindet, wird über diese ITIMs eine Signalkaskade aus Tyrosinphosphatasen ausgelöst und so die Aktivität von NK-Zellen gehemmt.

## Ligand und Funktion

### Im gesunden Zustand
Im Menschen fungiert HLA-E als Ligand für CD94/NKG2A Rezeptoren. Um die Rezeptor-Ligand-Interaktion zu gewährleisten, ist die Präsentation eines geeigneten Peptids auf HLA-E notwendig.
Da die primäre Funktion von HLA-E die Präsentation von Signalsequenz-Peptiden anderer HLA-Klasse-I-Molekülen (z. B. HLA-A, HLA-B, oder HLA-C) ist, erlaubt NKG2A Immunzellen, indirekt die Expressionslevel dieser HLA-Klasse-I-Moleküle mittels der HLA-E/Peptid-Komplexe zu überwachen. In Anbetracht der Tatsache, dass die Expression von HLA-E im Körper weit verbreitet ist, erhalten die Rezeptor–Ligand-Interaktionen der NKG2A–HLA-E/HLA-Peptid Achse Immuntoleranz und verhindern die Entstehung von Autoimmunreaktionen.

### Virusinfektionen
Bestimmte Viren z. B. wie das Humane Cytomegalievirus (CMV) versuchen, der T-Zell-vermittelten Immunantwort zu entkommen, indem sie die Expression der HLA-Klasse-I-Moleküle wie HLA-A, HLA-B oder HLA-C verringern. In diesem Fall stehen die Signalpeptide dieser HLA-A/B/C-Moleküle nicht mehr für die Präsentation auf HLA-E zur Verfügung. Durch die Abwesenheit der Peptide wird die Interaktion zwischen CD94/NKG2A und HLA-E gestört, was zu einer verringerten Inhibition von NKG2A-exprimierender NK-Zellen führt (sog. loss-of-inhibition). Die Art dieser Erkennung von CMV-infizierten Zellen durch NKG2A+ NK-Zellen folgt dem Mechanismus der „missing self“-Erkennung.
Um dieser Erkennung entgegenzuwirken, besitzt CMV das Glykoprotein UL40, das ein virales Peptid enthält, die Sequenz körpereigener Peptide von HLA-A/B/C-Molekülen imitiert und auf HLA-E präsentiert wird. Dadurch kann der CD94/NKG2A Rezeptor wieder an HLA-E/UL40-Peptid binden, NKG2A⁺ NK-Zellen bleiben gehemmt, und das Virus entzieht sich der Immunantwort.

### Krebs
In Krebserkrankungen wurde NKG2A als wichtiger Immuncheckpoint identifiziert. HLA-E ist in verschiedenen Krebsarten stark exprimiert und verhindert wirksame Immunantworten durch NKG2A-exprimierende NK-Zellen und zytotoxische T-Zellen, da diese durch HLA-E auf den Tumorzellen inhibiert werden.
Ähnlich wie andere Checkpoint-Inhibitoren befindet sich der blockierende anti-NKG2A-Antikörper Monalizumab (auch bekannt als IPH2201) derzeit in klinischer Erprobung. Die Behandlung mit Monalizumab hat das Ziel, die NKG2A-abhängige Inhibition aufzuheben und so natürliche Immunantworten gegen HLA-E+ Tumore zu verstärken (siehe auch Krebsimmuntherapie).